# Oxyopes candidoi
Oxyopes candidoi là một loài nhện trong họ Oxyopidae.
Loài này thuộc chi Oxyopes. Oxyopes candidoi được miêu tả năm 1995 bởi Garcia-Neto.